# Gona
Gona (eller Kada Gona) er en flod i Afar-regionen i det nordlige Etiopien.
Den har en biflod (Ounda Gona) og er selv en biflod til floden Awash.
Området omkring Gona floden har været genstand for palæoantropologiske udgravninger.
De ældste beviser på redskabsbrug hos fortidsmennesket er fundet ved Gona.
Ved hjælp af argon/argon-metoden på lag af vulkansk aske er disse fund dateret som 2,52-2,6 millioner år gamle.
Den 16. februar 2006 blev der fundet et kranium ved Gawis – en biflod til Awash – sydvest for det egentlige Gona. Det er en overgangsform mellem Homo sapiens og Homo erectus
.